# Arrondissement au Québec
Pour un article plus général, voir Arrondissement.
Au Québec, un arrondissement est une division administrative de certaines municipalités du Québec. Seules huit municipalités comportent un ou des arrondissements.

## Historique
Les arrondissements ont été créés dans le cadre de la campagne de fusions municipales initiée par le gouvernement québécois de Lucien Bouchard au tout début des années 2000. Il fut alors décidé que certaines municipalités seraient divisées en arrondissements afin de conserver un pouvoir de décision local. Dans deux cas, à Métis-sur-Mer et Grenville-sur-la-Rouge, les arrondissements ont plutôt été créés afin que des secteurs de la nouvelle municipalité puissent conserver un statut bilingue en vertu de la Charte de la langue française,.

## Fonctionnement
Chaque arrondissement dispose d'un conseil, formé de l'ensemble des conseillers municipaux dont le district électoral se trouve sur le territoire de l'arrondissement. Les conseillers choisissent l'un d'entre eux pour être le président d'arrondissement,,,,. 
Les membres d'un conseil d'arrondissement siègent donc à deux conseils, soit celui de la municipalité et celui de l'arrondissement. De plus, à Montréal, Sherbrooke et Longueuil, certains arrondissement comportent également des conseillers d'arrondissement, qui ne siègent qu'au conseil de ce dernier, sans siéger au conseil municipal,,.

### Particularités de Montréal
À Montréal, le président d'arrondissement est élu au suffrage universel et est appelé maire d'arrondissement. Chaque maire d'arrondissement est également conseiller municipal. Dans le cas de l'arrondissement Ville-Marie, c'est le maire de Montréal qui agit comme maire d'arrondissement.

## Pouvoirs
Les pouvoirs dévolus aux arrondissements varient d'une municipalité à l'autre. De façon générale, les arrondissements exercent des compétences de proximité, tels l'aménagement urbain, les loisirs, la culture et la voirie locale. Tous les pouvoirs qui ne sont pas spécifiquement dévolus à un arrondissement demeurent sous la responsabilité du conseil municipal.

## Liste des municipalités comportant des arrondissements
Au total, le Québec comporte 41 arrondissements, répartis dans huit municipalités.
| Nom                    | Région                  | Arrondissements | Population (2014) | Superficie (km2) |
| ---------------------- | ----------------------- | --- | ----------------- | ---------------- |
| Grenville-sur-la-Rouge | Laurentides             | Calumet Grenville | 2 793             | 313,25           |
| Métis-sur-Mer          | Bas-Saint-Laurent       | MacNider | 606               | 48,42            |
| Lévis                  | Chaudière-Appalaches    | Desjardins Les Chutes-de-la-Chaudière-Est Les Chutes-de-la-Chaudière-Ouest | 142 210           | 447,49           |
| Longueuil              | Montérégie              | Le Vieux-Longueuil Greenfield Park Saint-Hubert | 237 894           | 115,85           |
| Montréal               | Montréal                | Ahuntsic-Cartierville Anjou Côte-des-Neiges–Notre-Dame-de-Grâce L'Île-Bizard–Sainte-Geneviève Lachine LaSalle Le Plateau-Mont-Royal Le Sud-Ouest Mercier–Hochelaga-Maisonneuve Montréal-Nord Outremont Pierrefonds-Roxboro Rivière-des-Prairies–Pointe-aux-Trembles Rosemont–La Petite-Patrie Saint-Laurent Saint-Léonard Verdun Ville-Marie Villeray–Saint-Michel–Parc-Extension | 1 698 062         | 363,97           |
| Québec                 | Capitale-Nationale      | Beauport Charlesbourg La Cité-Limoilou La Haute-Saint-Charles Les Rivières Sainte-Foy–Sillery–Cap-Rouge | 530 163           | 453,84           |
| Saguenay               | Saguenay-Lac-Saint-Jean | Chicoutimi La Baie Jonquière | 147 100           | 1 136,51         |
| Sherbrooke             | Estrie                  | Fleurimont Les Nations Lennoxville Brompton–Rock Forest–Saint-Élie–Deauville | 159 448           | 353,71           |